# Белавин, Николай Иванович (1923)
Николай Иванович Белавин (1923—1980) — Гвардии генерал-майор Советской Армии, участник Великой Отечественной войны, Герой Советского Союза (1944).

## Биография
Николай Белавин родился 29 января 1923 года в Алма-Ате в рабочей семье.
Жил в городе Фрунзе (ныне — Бишкек), где пошёл в школу. С 1936 года проживал в Москве, учился в средней школе и аэроклубе Ленинградского района. В июне 1940 года Белавин был призван на службу в Рабоче-крестьянскую Красную Армию, после чего был направлен в военно-авиационную школу пилотов в Ворошиловграде. Будучи курсантом, встретил начало Великой Отечественной войны, был эвакуирован в город Уральск Казахской ССР.
С июля 1942 года — на фронтах Великой Отечественной войны. Воевал на Северо-Западном фронте, был пилотом 288-го штурмового авиаполка (с ноября того же года — 33-го гвардейского). Участвовал в боях на 2-м Прибалтийском и 1-м Белорусском фронтах.
К середине января 1943 года Белавин совершил 22 боевых вылета, в ходе которых уничтожил либо повредил 2 зенитные батареи, 1 орудие, 3 блиндажа, ликвидировал более 60 вражеских солдат и офицеров. За эти боевые заслуги он был награждён орденом Красной Звезды.
С марта 1943 года младший лейтенант Белавин стал командиром звена. За последующий месяц он уничтожил 2 самолёта, 2 танка, несколько батарей артиллерии, множество немецких солдат и офицеров. За это он был награждён орденом Красного Знамени. Свой сорок третий по счёту вылет Белавин совершил в звании лейтенанта и на должности заместителя командира эскадрильи и ведущего группы штурмовиков. В августе 1943 года он вступил в ВКП(б).
К середине июля 1944 года гвардии капитан Николай Белавин командовал эскадрильей 33-го гвардейского штурмового авиационного полка 3-й гвардейской штурмовой авиационной дивизии 6-й воздушной армии 1-го Белорусского фронта. К тому времени он совершил 97 успешных боевых вылетах, в которых производил бомбардировку и штурмовку укреплений и скоплений войск противника. Принимал участие в более чем двадцати воздушных боях, в которых сбил истребитель противника.
Указом Президиума Верховного Совета СССР от 26 октября 1944 года за «образцовое выполнение боевых заданий командования на фронте борьбы с немецко-фашистским захватчиками и проявленные при этом мужество и героизм» гвардии капитан Николай Белавин был удостоен высокого звания Героя Советского Союза с вручением ордена Ленина и медали «Золотая Звезда» за номером 3072.
Принимал участие в боях за освобождение Польши, штурме Зееловских высот. 16 апреля 1945 года Белавину было поручено сбросить копию ключа от Бранденбургских ворот войскам 8-й гвардейской армии, которые штурмовали Берлин. К концу войны Белавин был заместителем командира 33-го гвардейского штурмового авиаполка. Всего же к маю 1945 года Белавин совершил 159 боевых вылетов.
После окончания войны Белавин продолжил службу в Советской Армии. В 1951 году он окончил Военно-воздушную академию. В 1979 году в звании генерал-майора был уволен в запас. Проживал в Москве.
Умер 15 января 1980 года. Похоронен на Кунцевском кладбище.

## Награды
Был награждён двумя орденами Ленина, четырьмя орденами Красного Знамени, орденами Александра Невского и Отечественной войны 1-й степени, двумя орденами Красной Звезды, а также рядом медалей.